# Quatre-Août (odonyme)
Pour un article plus général, voir Quatre-Août.
Plusieurs odonymes contiennent l'expression Quatre-Août, sous diverses graphies, en référence à des événements survenus à cette même date.

## Graphies en français
Les principaux événements ainsi commémorés sont :
En Belgique, 
- Le 4 août 1914 : Au début de la première Guerre mondiale, les troupes allemandes franchissent la frontière belge puis pillent plusieurs villes[Ref 1].

En France,
- La nuit du 4 août 1789 : Au début de la Révolution française, pendant cette séance nocturne, l'Assemblée constituante mit fin au système féodal, abolissant ainsi de nombreux privilèges.
- Le 4 août 1792 : Dissolution des ordres monastiques[Ref 2]
- Le 4 août 1944, vers la fin de la seconde Guerre mondiale : 
  - Massacre par les Allemands de trente personnes à Saint-Pol-de-Léon[Ref 3] dans le Finistère.
  - Libération par les Alliés de Saint-Lormel[Ref 4], Trévé[Ref 5] dans les Côtes-d'Armor.
  - Début des combats pour la libération de Vannes[Ref 6] dans le Morbihan.
- Autres dates ou lieux : événements non connus.

Au Maroc,
- Événements non connus (voir cependant la bataille des Trois Rois le 4 août 1573).

En Tunisie,
- Le 4 août 1880 : événements non connus.

Voir aussi les odonymes contenant le nom du mois, sans quantième, dans la page : 

### Graphies «Quatre-Août» et «IV-Août»
| Belgique                         | Canada                        | France                                                             | Maroc                         | Suisse                        | Tunisie                       |
| Quatre Août                      | Quatre Août                   | Quatre-Août                                                        | Quatre Août                   | Quatre Août                   | Quatre Août                   |
| -------------------------------- | ----------------------------- | ------------------------------------------------------------------ | ----------------------------- | ----------------------------- | ----------------------------- |
| Place (du) 1. Etterbeek (BE-BRU) | Pas de tels odonymes recensés | Pas de tels odonymes recensés                                      | Pas de tels odonymes recensés | Pas de tels odonymes recensés | Pas de tels odonymes recensés |
| Pas de tels odonymes recensés    | Pas de tels odonymes recensés | Rue (du) 1. Avenay (FR-14) 2. Trèbes (FR-11) 3. Le Vigeant (FR-86) | Pas de tels odonymes recensés | Pas de tels odonymes recensés | Pas de tels odonymes recensés |
| IV Août                          | IV Août                       | IV-Août                                                            | IV Août                       | IV Août                       | IV Août                       |
| Pas de tels odonymes recensés    | Pas de tels odonymes recensés | Pas de tels odonymes recensés                                      | Pas de tels odonymes recensés | Pas de tels odonymes recensés | Pas de tels odonymes recensés |

### Graphie «4-Août»
| Belgique                                              | Canada                        | France | Maroc                         | Suisse                        | Tunisie                       |
| 4 août                                                | 4 août                        | 4-Août | 4 août                        | 4 août                        | 4 août                        |
| ----------------------------------------------------- | ----------------------------- | --- | ----------------------------- | ----------------------------- | ----------------------------- |
| Pas de tels odonymes recensés                         | Pas de tels odonymes recensés | Allée (du) 1. Achères (FR-78) | Pas de tels odonymes recensés | Pas de tels odonymes recensés | Pas de tels odonymes recensés |
| Pas de tels odonymes recensés                         | Pas de tels odonymes recensés | Impasse (du) 1. Beaurepaire (FR-38) | Pas de tels odonymes recensés | Pas de tels odonymes recensés | Pas de tels odonymes recensés |
| Pas de tels odonymes recensés                         | Pas de tels odonymes recensés | Place (du) 1. Argentonnay (FR-79) 2. Thouars (FR-79) | Pas de tels odonymes recensés | Pas de tels odonymes recensés | Pas de tels odonymes recensés |
| Rue (du) 1. Wavre (BE-WBR)                            | Pas de tels odonymes recensés | Rue (du) 1. La Chapelle-sur-Erdre (FR-44) 2. Issoudun (FR-36) 3. Niort (FR-79) 4. Torcy (FR-77)                                                                                        | Rue (du) 1. Maârif (MA-08)    | Pas de tels odonymes recensés | Pas de tels odonymes recensés |
| 4 août 1789                                           | 4 août 1789                   | 4-Août-1789 | 4 août 1789                   | 4 août 1789                   | 4 août 1789                   |
| Pas de tels odonymes recensés                         | Pas de tels odonymes recensés | Allée (du) 1. Montrabé (FR-31) | Pas de tels odonymes recensés | Pas de tels odonymes recensés | Pas de tels odonymes recensés |
| Pas de tels odonymes recensés                         | Pas de tels odonymes recensés | Avenue (du) 1. Émerainville (FR-77) | Pas de tels odonymes recensés | Pas de tels odonymes recensés | Pas de tels odonymes recensés |
| Pas de tels odonymes recensés                         | Pas de tels odonymes recensés | Place (du) 1. Rion-des-Landes (FR-40) | Pas de tels odonymes recensés | Pas de tels odonymes recensés | Pas de tels odonymes recensés |
| Pas de tels odonymes recensés                         | Pas de tels odonymes recensés | Rue (du) 1. Eybens (FR-38) 2. Liévin (FR-62) 3. Migennes (FR-89) 4. Montlouis-sur-Loire (FR-37) 5. Nantes (FR-44) 6. Saint-Louis (FR-97) 7. Vénissieux (FR-69) 8. Villeurbanne (FR-69) | Pas de tels odonymes recensés | Pas de tels odonymes recensés | Pas de tels odonymes recensés |
| 4 août 1792                                           | 4 août 1792                   | 4-Août-1792 | 4 août 1792                   | 4 août 1792                   | 4 août 1792                   |
| Pas de tels odonymes recensés                         | Pas de tels odonymes recensés | Avenue (du) 1. Montbrun-des-Corbières (FR-11) | Pas de tels odonymes recensés | Pas de tels odonymes recensés | Pas de tels odonymes recensés |
| 4 août 1880                                           | 4 août 1880                   | 4-Août-1880 | 4 août 1880                   | 4 août 1880                   | 4 août 1880                   |
| Pas de tels odonymes recensés                         | Pas de tels odonymes recensés | Pas de tels odonymes recensés | Pas de tels odonymes recensés | Pas de tels odonymes recensés | Avenue (du) 1. Tozeur (TN-72) |
| 4 août 1944                                           | 4 août 1944                   | 4-Août-1944 | 4 août 1944                   | 4 août 1944                   | 4 août 1944                   |
| Pas de tels odonymes recensés                         | Pas de tels odonymes recensés | Avenue (du) 1. Vannes (FR-56) | Pas de tels odonymes recensés | Pas de tels odonymes recensés | Pas de tels odonymes recensés |
| Pas de tels odonymes recensés                         | Pas de tels odonymes recensés | Rue (du) 1. Saint-Lormel (FR-22) 2. Saint-Pol-de-Léon (FR-29) 3. Trévé (FR-22) | Pas de tels odonymes recensés | Pas de tels odonymes recensés | Pas de tels odonymes recensés |
| Autres odonymes atypiques contenant la date du 4 août |                               | |                               |                               |                               |
| « Nuit du 4-Août »                                    |                               | |                               |                               |                               |
| Pas de tels odonymes recensés                         | Pas de tels odonymes recensés | Allée (de la) 1. Le Pont-de-Claix (FR-38) | Pas de tels odonymes recensés | Pas de tels odonymes recensés | Pas de tels odonymes recensés |
| Pas de tels odonymes recensés                         | Pas de tels odonymes recensés | Rue (de la) 1. Lillebonne (FR-76) 2. Saint-Chamond (FR-42) | Pas de tels odonymes recensés | Pas de tels odonymes recensés | Pas de tels odonymes recensés |
| « Nuit du 4-Août-1789 »                               |                               | |                               |                               |                               |
| Pas de tels odonymes recensés                         | Pas de tels odonymes recensés | Rue (de la) 1. Montpellier (FR-34) | Pas de tels odonymes recensés | Pas de tels odonymes recensés | Pas de tels odonymes recensés |

## Graphies en langue étrangère
Il existe aussi des odonymes contenant cette date dans d'autres langues, notamment :
- En espagnol, « 4 de Agosto » ou « Cuatro de Agosto »
  - Au Mexique : événements non connus
    - (Calle) 4 de Agosto[W 1], à Tlachichuca (es), dans l'État de Puebla.